# Флаг Кочубеевского муниципального округа
Флаг Кочубеевского муниципального округа Ставропольского края Российской Федерации — опознавательно-правовой знак, составленный и употребляемый в соответствии с вексиллологическими правилами, служащий официальным символом муниципального образования.
Действующий флаг утверждён 20 ноября 2014 года как флаг Кочубеевского муниципального района и 19 декабря 2014 года внесён в Государственный геральдический регистр РФ с присвоением регистрационного номера 9991.
Цели учреждения и использования флага: создание зримого символа целостности территории Кочубеевского района; единства и взаимодействия населяющих его граждан, территориальной и исторической преемственности; воспитание гражданственности, патриотизма, уважения к исторической памяти, национальным, культурным и иным традициям жителей муниципального образования.
Согласно решению Думы Кочубеевского муниципального округа Ставропольского края от 15 октября 2020 г. № 17, данный флаг используется в качестве одного из символов округа. 9 декабря 2021 года утверждено положение о флаге Кочубеевского муниципального округа Ставропольского края.

## Описание и обоснование символики
Флаг представляет собой прямоугольное полотнище с соотношением ширины и длины 2:3, состоящее из двух равновеликих вертикальных полос: зелёного (у древка) и голубого цветов, внизу — волнистая горизонтальная полоса белого цвета, в центре — две белые, с жёлтой отделкой казачьи шашки в ножнах, концами вверх, лезвиями к краям полотнища, скрещенные выше рукоятей, поверх которых вертикальная, жёлтая головка пшеничного колоса о пятнадцати зёрнах в столб, выше которых, выходящие на половину из-за верхнего края полотнища, жёлтое солнце с чередующимися прямыми и пламенеющими лучами.— Решение Совета Кочубеевского муниципального района от 20 ноября 2014 г. № 172
Зелёный цвет вертикальной полосы у древка флага символизирует любовь, жизнь, надежду, радость и природные богатства Кочубеевского района — заповедную гору Стрижамент, являющуюся высшей точкой Ставропольской возвышенности, предгорные луга на юге района и другие достопримечательности. Голубой цвет вертикальной полосы у свободного края флага символизирует цвет постоянства, широты души, чистых помыслов и миролюбия жителей. Это также цвет надежды на дальнейшее процветание района.
Помещённая внизу флага волнистая полоса белого цвета (цвет «очищенной привязанности») символизирует протекающие по территории Кочубеевского района большие и малые реки, берега и террасы которых дали начало для расселения разных народов и основанию нынешних станиц, сёл и хуторов района, а также проходящие через него Невинномысский и Большой Ставропольский каналы. Кроме того, белая полоса объединяет вертикальное деление флага на две равные части, указывая тем самым, что главная из рек — река Кубань, которая пересекает район с юга на север, одновременно соединяет и разделяет территорию района на две части — правобережье и левобережье.
Жёлтый колос в центре полотнища флага означает основную специфику хозяйственной деятельности предприятий района, а пятнадцать пшеничных зёрен — число входивших в его состав сельских поселений. Белые с золотой отделкой казачьи шашки, помещённые под изображением колоса, призваны напоминать об историческом прошлом района, издавна являвшегося «дозорным форпостом России», и о традициях казаков, защищавших южные границы государства.
Жёлтое солнце (символ благополучия, процветания и гармонии), выходящее из-за верхнего края полотнища флага, олицетворяет многолетнее мирное и мудрое проживание на территории района более 100 народностей и национальностей.

## История
26 июня 2014 года двумя решениями Кочубеевского райсовета были утверждены положения о гербе и флаге и объявлен конкурс на разработку эскизных проектов официальных символов муниципального образования. Конкурс проводился с 4 июля по 4 августа 2014 года. После подведения его итогов лучшими были признаны конкурсные проекты герба и созданного на его основе флага, исполненные художником-геральдистом, членом Союза дизайнеров С. Е. Майоровым. В книге по геральдике Ставропольского края «Символы малой родины» (2019) проект флага Кочубеевского района имеет такое описание:

На основании (…) герба создан флаг, представляющий горизонтальное полотнище с соотношением сторон 2:3, разделённое вертикально на две равные части — зелёную и голубую, между возникающим вверху, по центру золотым (жёлтым) солнцем (без личины) и серебряной волнообразной, проходящей полой в 1/7 ширины флага. По центру — две серебряные (белые), с золотой (жёлтой) отделкой казачьи шашки в ножнах концами вверх, лезвиями к древку и вертикальному краю полотнища, скрещённые выше рукоятей. Поверх всего — золотой (жёлтый) пшеничный колос о пятнадцати головок в столб.—  Охонько Н. А.  Символы малой родины

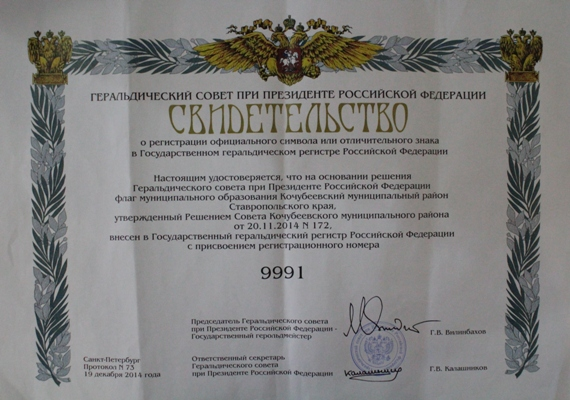
Свидетельство о регистрации флага Кочубеевского муниципального района Ставропольского края в Государственном геральдическом регистре РФ

20 ноября 2014 года на заседании районного совета были утверждены геральдические описания и обоснования символики герба и флага муниципального образования.
28 ноября 2014 года официальные символы Кочубеевского района были представлены членам геральдической комиссии при губернаторе Ставропольского края. Комиссия одобрила герб и разработанный на его основе флаг и рекомендовала руководству муниципального образования передать их на рассмотрение в Геральдический совет при Президенте РФ.
19 декабря 2014 года решением Геральдического совета при Президенте РФ флаг Кочубеевского муниципального района внесён в Государственный геральдический регистр под номером 9991.
18 марта 2015 года в Ставропольском государственном музее-заповеднике имени Г. Н. Прозрителева и Г. К. Праве заместителю главы администрации Кочубеевского муниципального района М. П. Алексанову были вручены свидетельства о регистрации официальных символов муниципального образования — герба и флага — в Государственном геральдическом регистре.
16 марта 2020 года все муниципальные образования Кочубеевского района были объединены в Кочубеевский муниципальный округ.
Решением Думы Кочубеевского муниципального округа Ставропольского края от 15 октября 2020 г. № 17 установлено использовать в качестве официальных символов округа герб и флаг Кочубеевского муниципального района. 9 декабря 2021 года Дума утвердила новые положения о гербе и флаге Кочубеевского МО.